# Favoritisme au Canada
Pour un article plus général, voir Favoritisme.
En droit canadien et dans l'histoire du Canada, plusieurs grandes affaires de corruption impliquent du favoritisme dans l'octroi de contrats publics ou dans les nominations publiques. 

## Favoritisme dans l'octroi de contrats publics
- le scandale du Pacifique : construction d'une ligne de chemin de fer transcontinentale en échange de l'adhésion de la Colombie-Britannique à la Confédération canadienne[1].
- le scandale de la Beauharnois : dons à des partis politiques en échange de la construction d'une centrale hydroélectrique[2].
- le scandale des commandites : affaire politico-financière canadienne relative à l'usage de fonds publics pour financer diverses opérations de relations publiques visant à contrecarrer les actions du Parti québécois[3].
- le scandale des compteurs d'eau : affaire politico-financière ayant touché l'administration municipale montréalaise de Gérald Tremblay de 2007 à 2009 au cours de la campagne des élections municipales[4].

## Favoritisme dans les nominations publiques
Selon l'Encyclopédie canadienne, « les nominations à la fonction publique par le gouverneur en conseil sont souvent considérées comme étant des nominations partisanes. [...] Puisqu’il serait impossible aux représentants élus de gérer tous les dossiers relevant de l’autorité du gouvernement fédéral, l’exécutif nomme pour ce faire un certain nombre de personnes à la tête des sociétés d’État et des autres organismes fédéraux ».

## Conséquences
Les affaires de favoritisme entraînent souvent l'adoption de lois pour durcir les règles entourant la fonction publique et le droit des marchés publics, telles que la Loi fédérale sur la responsabilité, la Loi sur le service civil et la Loi concernant la lutte contre la corruption.